# Блус Брадърс 2000
„Блус Брадърс 2000“ (на английски: Blues Brothers 2000) е американска музикална екшън комедия от 1998 г. на режисьора Джон Ландис по негов сценарий в съавторство с Дан Акройд. Като продължение на филма „Блус Брадърс“ през 1998 г., във филма участват Акройд, Джон Гудмън, Джо Мортън и Дж. Евън Бонифант, а различните певци се появяват в малки роли. Филмът се посвещава на Джон Белуши, Каб Калоуей и Джон Кенди, членовете от актьорския състав в оригиналния филм, които починаха преди производството на продължението, както и Джуниър Уелс, който почина един месец преди премиерата му.